# Chiptricks

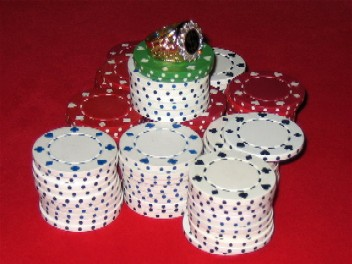
Pokerfiches

Chiptricks is het doen van trucjes met chips (fiche), vooral gedaan bij poker. Chiptricks worden gedaan om indruk te maken, maar veelal ook om de tijd te doden. Het kost meestal veel tijd om de tricks onder de knie te krijgen, maar als je er eenmaal één kan, verleer je het niet snel meer.

## Chip Shuffle
Bij deze trick, die ook wel cascade genoemd wordt, leg je twee even grote stapels chips naast elkaar. Vervolgens zet je je hand als een soort klauw rondom de fiches. Daarna laat je de chips om en om in elkaar glijden zodat je één stapel overhoudt.
Deze trick wordt verreweg het meest gedaan in casino's.

## Thumb Flip
Bij deze trick leg je drie chips op je middelvinger en houdt ze in evenwicht met je ring- en wijsvinger. Vervolgens klap je de verste chip met je duim over de andere twee heen zodat de chip weer aan de binnenkant van je hand terechtkomt.
Deze trick werd bekend in de James Bond-film Casino Royale. Le Chiffre deed deze trick namelijk in het pokerspel.

## Chip Twirl
Bij deze trick houd je drie chips tussen je duim en wijsvinger. Je haalt de middelste chip eruit met je middelvinger en laat hem vervolgens tussen je wijs- en ringvinger rusten. Daarna draai je de chip 180 graden met je middelvinger en stopt hem weer terug tussen de andere twee chips.
Er zijn variaties op deze trick waarbij je de chip ook nog eens om je wijsvinger heen draait en dan bovenlangs weer tussen de andere twee chips doet.

## Andere Chiptricks
Een aantal andere chiptricks zijn:
- Butterfly
- Chip Spread
- Knuckle Roll
- Chip spin
- Roll & Rest
- Finger Flip